# Addicted (singel Simple Plan)
Addicted – 3 singiel z pierwszej płyty kanadyjskiej grupy Simple Plan.

## Lista utworów
CD 1:
1. "Addicted"
2. "Surrender"
3. "Addicted" (Video)

CD 2:
1. "Addicted"
2. "Addicted" (Live In Mexico)
3. Simple Plan Loves to Go Down (Video Enhancement)